# Bila (Lašva)
Bila (ili Bijela) je lijeva pritoka rijeke Lašve u Bosni i Hercegovini. Izvire na zapadnim padinama Vučje planine, sjeverno od planine Vlašića.
Duga je 30 km. U gornjem toku, do naselja Gluha Bukovica, usjekla se dubokom klisurom, a od naselja Poljnica, prolazi širokim poljem Dubrave. U dolini ima dosta tragova rudarstva, najviše vezanog uz ispiranje zlata. Bila se ulijeva u Lašvu između mjesta Stara Bila i Divjak.